# Issiaka Ouattara
Issiaka Ouattara (alias Wattao), né en 1967 à Doropo (Côte d'Ivoire) et mort le 5 janvier 2020 à New York aux États-Unis, est un colonel-major ivoirien et ancien seigneur de guerre des Forces nouvelles ayant été un des acteurs majeurs de la crise politico-militaire en Côte d'Ivoire, de 2002 à 2011. 
Ancien judoka de haut niveau, ce personnage controversé est resté une pièce importante du dispositif militaire ivoirien de 2011 à 2014 avant de faire un retour sur le devant de la scène en 2017 à l'occasion des mutineries.

## Biographie

### Enfance et début de carrière
Issiaka Ouattara est né en 1967 d'ethnie koulango et est originaire de la ville de Doropo.
Il s’enrôle dans l'armée ivoirienne au cours des années 1980 et est alors un soldat de 2e classe en 1988, sous la présidence de Félix Houphouët-Boigny.
Pratiquant le judo à un niveau de compétition, il a appartenu à la Société Omnisports de l'Armée, devient vice-champion d'Afrique de judo à Harare en 1992 et a participé aux jeux de la Francophonie. Son surnom, « Wattao » (transcrit わたお en hiragana) lui a d'ailleurs été donné par son ancien professeur de judo japonais. Ses proches partisans le surnomment également « Saha Bélé-Bélé », ce qui signifie grand serpent en malinké.

### Rôle auprès de Robert Gueï
Wattao se fait connaître en 1990 par sa participation à une mutinerie de jeunes soldats.
Quelques années plus tard, il fait partie d’un groupe de jeunes soldats mené notamment par Ibrahim Coulibaly qui soutient la prise de pouvoir du général Robert Guéï lors du coup d’État de décembre 1999. Wattao intègre la garde rapprochée du général Gueï mais, proche d'Ibrahim Coulibaly évincé peu de temps avant, est accusé moins d'un an après de vouloir renverser le général au profit de l’opposant Alassane Ouattara. Il est arrêté le 1er septembre 2000 et torturé (ce qui lui laisse de sévères séquelles), puis libéré le 25 octobre 2000. En octobre 2000, à la faveur d’une attaque du camp, Wattao s’évade et il part en exil. Les séquelles des tortures subies en détention le contraignent à abandonner le judo.

### Guerre civile (2002-2011)
Issiaka Ouattara, qui a rallié Guillaume Soro et Ibrahim Coulibaly au Burkina Faso,, participe activement à la tentative de coup d'État le 19 septembre 2002, dans les combats qui l'opposent à Abidjan à l'armée loyale au président de la République Laurent Gbagbo. L'échec des opérations à Abidjan et dans le sud du pays lui fait rejoindre les autres rebelles en rapatriant son unité Anaconda à Bouaké, alors que la Côte d'Ivoire se trouve désormais divisée en deux et en situation de guerre civile.
À partir de ce moment, Wattao, à l'instar des autres comzones, se mue en seigneur de guerre et met en coupe réglée une partie de l'économie du nord du pays pour financer l'armée sous son contrôle, mais aussi se financer et s'enrichir lui-même. Wattao, proche du secrétaire général des FN Guillaume Soro, est nommé chef d’état-major adjoint et devient le bras armé de Guillaume Soro.
Selon un rapport d’enquête de l’ONU, Wattao aurait tiré près de 640 millions de francs CFA (1,45 million d'euros) de recettes annuelles de ses trafics en tous genres menés de son fief à Bouaké. Il est également impliqué dans la production musicale et le commerce de voitures.
En mai 2008, Wattao dépose un autre comzone, Zacharia Koné, officiellement pour insubordination et le force à l'exil au Burkina Faso. Cela lui permet de prendre le contrôle de la zone 5, qui comprend les circonscriptions administratives de Séguéla et Vavoua, et ainsi de mettre la main sur l'important commerce du cacao de cette région. Dans un rapport des Nations unies d'octobre 2009, il est estimé que 128 000 tonnes (10 % de la production nationale d'alors) étaient exportées illégalement par les comzones vers les ports du Togo, du Ghana et, dans une moindre mesure, du Sénégal et de Guinée. Ce même rapport indique que les activités lucratives informelles d'Issiaka Ouattara ne se résument pas au cacao, mais s'étendent au café, au diamant et à la vente d'automobiles de luxe.
En 2010, Wattao souhaitait jouer un rôle politique dans sa ville natale de Doropo.
Au déclenchement des opérations militaires lors de la crise ivoirienne de 2010-2011, Wattao progresse vers Abidjan en suivant l'axe centre-ouest de Daloa et Gagnoa, en coordination avec les autres comzones répartis sur trois autres axes. Lors de cette grande offensive, les unités de Wattao comme celles des autres comzones sont sensiblement mieux équipés que lors des opérations de septembre 2002, grâce à un important matériel obtenu par Guillaume Soro et une logistique montée par les généraux Soumaïla Bakayoko et Michel Gueu. La puissance de feu et la supériorité numérique des soldats d'Issiaka Ouattara permettent de vaincre plutôt aisément l'armée et les mercenaires loyaux à Laurent Gbagbo pendant la journée du 28 mars 2011. Le lendemain, la nouvelle de la prise de Daloa et de Duékoué est un évènement clé dans la désertion et la démission de nombreux hommes parmi les forces de défense et de sécurité, démotivées, moins bien équipées et en sous-effectif, tandis que d'autres unités se replient à Abidjan. Le 30 mars 2011, Issiaka Ouattara entre dans la maison de Laurent Gbagbo dans le village de Mama, et réalise son rêve de dormir dans le lit de son ennemi.
Lors de la bataille d'Abidjan, il dirige avec son cousin Morou Ouattara et le commandant Hervé Pélikan Touré alias « Vetchio » l'assaut final sur la résidence de Laurent Gbagbo. Une fois l'ancien président amené au Golf Hôtel, Issiaka Ouattara aide Laurent Gbagbo à enfiler une chemise hawaïenne. Selon l'hebdomadaire Jeune Afrique, Wattao confiera plus tard s'être caché « pour pleurer après ces instants où la déchéance d'un dirigeant, certes combattu, symbolisait un peu celle d'une nation ».

### Depuis 2011
Après la chute de Laurent Gbagbo, la mégapole abidjanaise a été divisée en plusieurs « zones de sécurité ». Wattao prend possession de l'ensemble des quartiers sud d'Abidjan, de Treichville à Port-Bouët, comprenant des quartiers riches et de classes moyennes ainsi que le port autonome d'Abidjan et de nombreuses entreprises. Il a, en outre, élu domicile dans la Zone 4 de Marcory.
En août 2011, il est également nommé à titre honorifique commandant en second de la Garde républicaine, avec pour supérieur Chérif Ousmane. Wattao a, en outre, contribué au déploiement du Centre de coordination des opérations décisionnelles (CCDO). au début de 2013, sous le commandement de Youssouf Kouyaté, dont il devient le numéro deux. Il est élevé, avec la plupart des autres comzones, au grade de lieutenant-colonel au début de l'année 2014.
Toutefois, Issiaka Ouattara tombe en disgrâce à la mi-2014, après avoir accumulé fautes et frasques, et agacé nombre de personnalités économiques et politiques, à commencer par le président Alassane Ouattara. En juillet 2014, il est simultanément démis de ses fonctions de commandant de la sécurité des quartiers sud d’Abidjan et de son rôle de chef des opérations du CCDO. Le 28 août 2014, il est envoyé au Maroc pour une formation d'une durée de dix mois à l'Académie royale militaire de Meknès, où il suit des cours d'état-major, ce qui est vu comme une mise à l'écart.

### Maladie et décès
Souffrant du diabète, le colonel-major Issiaka Ouattara – dit « Wattao » – est mort le 5 janvier 2020 à New York où il était soigné depuis plusieurs semaines.
L’ancien commandant de la Garde républicaine avait été évacué aux États-Unis le 13 décembre 2019, accompagné de plusieurs membres de sa famille. Il souffrait d’un diabète avancé, détecté très tardivement, et était soigné dans un établissement spécialisé de New York. C’est dans cette ville qu’il est décédé le 5 janvier 2020 en début de soirée. Fin décembre, la rumeur de sa mort avait déjà enflammé la toile ivoirienne.